# Richer van Reims

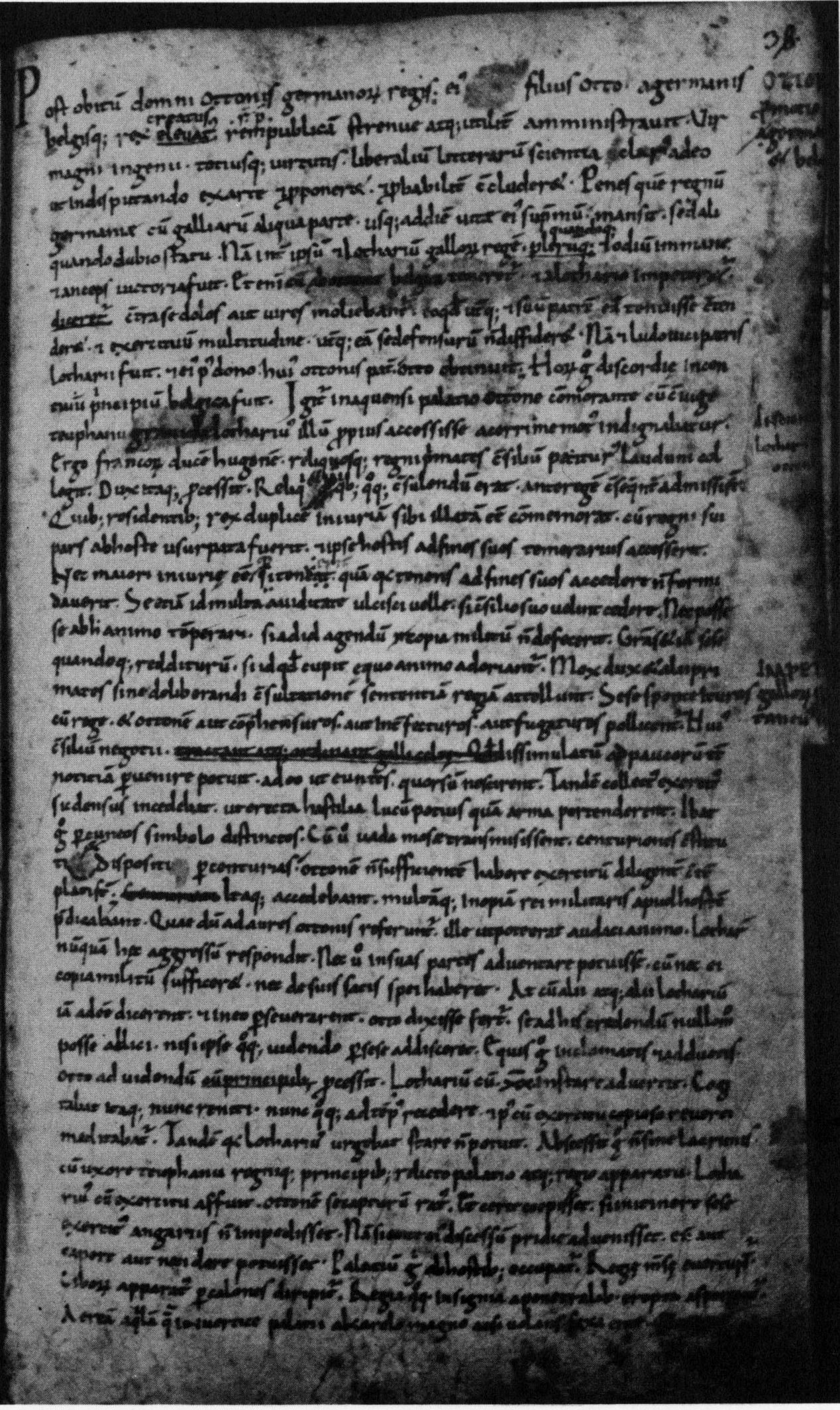
Een bladzijde uit de autograaf van de kroniek van Richer van Reims (Bamberg, Staatsbibliotheek, Msc.Hist.5, fol. 38r).

Richer van Reims, na 940 (Reims) - na 998, soms in bronnen ook Richer van Saint-Rémi of  Richerus Remensis genoemd, was een monnik en kroniekschrijver. Hij was afkomstig uit een familie die behoorde tot de hofhouding van Lodewijk IV. Zijn vader Radulf was een vazal (miles) van de koning, en na diens dood in 954 van zijn weduwe Gerberga.

## Leven en werken
Zoals vele edelen in zijn tijd (in het bijzonder de jongere zonen) werd hij monnik en verbleef hij sinds 969 in de abdij van Saint-Rémi in Reims, waar hij bijna gans zijn leven lang bleef. Vanaf 972 was hij aan de kathedraalschool leerling van Gerbert van Aurillac (de latere Paus Silvester II, van 991 tot 996 aartsbisschop van Reims). Of de bijzondere medische interesse van Richer op de overdracht door Gerberts onderricht teruggaat, kan niet worden opgeklaard. In 991 reisde Richer naar Chartres, om een handschrift van Hippocrates in te zien. Mogelijkerwijs heeft hij zich langer in Chartres opgehouden.
Tussen 991 en 998 schreef hij een aan Gerbert gewijd geschiedwerk, dat waarschijnlijk reeds in 996 in grote lijnen was afgesloten. Richer plaatste zich in de traditie van de Annalen van Hincmar van Reims, maar had in zijn twee eerste boeken slechts van Flodoard van Reims overgeschreven en aangevuld. Dit werk werd pas in 1833 door Georg Heinrich Pertz in de bibliotheek van Bamberg herontdekt. De titel alsook de indeling in boeken en hoofdstukken gaan op de eerste uitgever terug, de titel die Richer aan zijn werk gaf is ons niet overgeleverd. Het werk werpt een nieuw licht op de gebeurtenissen in verband met de val van de Karolingen, de opkomst van de Capetingen, de invallen van de Noormannen van 885 tot 888 en de strijd van Lodewijk IV en zijn zoon Lotharius tegen Hugo de Grote.
Het werk, vandaag de dag bekend onder de titel Historiae (Historiën), is vooral een geschiedenis van West-Francië van 879/888 tot 995 in vier boeken, aangevuld met kortere toevoegingen. Richer had in het eerste en tweede boek vele passages uit de Annalen van Flodoard overgenomen, maar dit niet altijd correct. Zo had hij in gelijke mate enige gebeurtenissen nieuw uitgevonden alsook met elkaar verwisseld. Voor de beide andere boeken, die de periode vanaf 966 behandelen, was hij een contemporain getuige en benutte hij zijn eigen aantekeningen, alsook vertellingen van zijn vader. Uitgebreide annalistieke aanvullingen lopen tot het jaar 998, de laatste met zekerheid dateerbare gebeurtenis, die Richer behandelt, is de verheffing van Gerbert tot aartsbisschop van Ravenna in 998. Hoewel in het bijzonder in het oudere onderzoek vele historici zijn vertellingen eerder wantrouwden, is de "geschiedenis" van Richer onze beste bron voor de regering van Hugo Capet. Hij sprak zich uit voor een sterk koningschap, waarbij hij zowel de Karolingen alsook Hugo Capet beslist bekritiseerde.

## Het auteursexemplaar
Het handschrift Msc.Hist.5 van de Staatsbibliotheek Bamberg is het autograafconcept met talrijke correcturen en aanvullingen alsook later ingevoegde bladeren, aan hetwelk hij in meerdere fasen heeft gewerkt. Het is een van de oudst bewaard gebleven autografen van een literair werk. De redactie was niet volledig afgesloten, toch heeft Richer het manuscript aan zijn opdrachtgever toevertrouwd, die het exemplaar in Italië bij zich had, zoals die notities van twee paus Silvester betreffende teksten aantonen. Zoals andere door Hendrik II in de bibliotheek van zijn stichting Bamberg geschonken handschriften kan dit exemplaar tot de bibliotheek van Otto III hebben behoord. Het exemplaar van het klooster van Michelsberg, dat Eccehard van Aura en Johannes Trithemius hebben gebruikt, bevatte slechts de beide eerste boeken en is verloren gegaan. Andere handschriften zijn niet bekend, hoewel Hugo van Flavigny als enige geschiedschrijver in het westen Richer heeft gebruikt.

## Uitgaven en vertalingen
- H. Hoffmann (ed.), Scriptores (in Folio) 38: Richer von Saint-Remi, Historiae, Hannover, 2000. (Monumenta Germaniae Historica, online)
- A. Cacciari (ed.), I quattro libri delle Storie (888-998), (Fonti tradotte per la storia dell'alto Medioevo, 2), Pisa, 2008.
- J. Lake (ed. trad.), Richer of Saint-Rémi. Histories, 2 dln., Cambridge Mass., 2011.